# Jaluit-Gesellschaft
Die Jaluit-Gesellschaft war eine im Pazifik tätige deutsche koloniale Handels- und Plantagengesellschaft, die auch in der Rohstoffgewinnung und Schifffahrt aktiv war. Sie wurde am 21. Dezember 1887 als Aktiengesellschaft gegründet und hatte ihren Sitz in Hamburg im Artushof, Große Bleichen 47–49. 

## Geschichte
Im Jahr 1878 wurde Jaluit zu einer Handelsstation der Deutschen Handels- und Plantagengesellschaft (DHPG) ausgebaut. Die Jaluit-Gesellschaft übernahm von der DHPG und der Firma Robertson & Hernsheim in Hamburg deren Geschäfte auf den Marshallinseln, Gilbertinseln und Karolinen. Auch war die Gesellschaft zuständig für Handel und Schifffahrt zwischen Jaluit und den Gilbertinseln und Karolinen. Die Hauptfaktorei befand sich auf der Hauptinsel Jabor des Jaluit Atolls. Im Jahr 1892 erwarb die Gesellschaft auch die im Schutzgebiet gelegenen US-amerikanischen Geschäfte der Firma A. Crawford & Co. sowie der Pacific Island Co. Zur Handels- und Plantagengesellschaft gehörten auch Anteile am bankrott gegangenen Handelshaus A. Capelle & Co., auch Anteile des verstorbenen Capelle-Teilhabers Charles Ingalls gingen in den 1890er Jahren in den Besitz der Jaluit-Gesellschaft über.
Am 21. Januar 1888 übernahm die Gesellschaft für das Deutsche Reich die Verwaltung der Inseln einschließlich der Verwaltungskosten des Schutzgebiets gegen das Recht, herrenloses Land in Besitz nehmen, Perlenfischerei betreiben und die Guanolager ausbeuten zu dürfen. Die Verwaltung selbst führte von 1888 bis 1893 das „Kaiserliche Kommissariat Jaluit“ (ein Kaiserlicher Kommissar) und von 1893 bis 1906 die „Landeshauptmannschaft Jaluit“ (ein Landeshauptmann mit einigen untergebenen Beamten).
Das Deutsche Reich kündigte den Vertrag 1906 und übergab die staatlichen Aufgaben am 1. April 1906 an Deutsch-Neuguinea, wo diese im Bezirk Jap gebündelt wurden.
Laut Deutsches Kolonial-Handbuch von 1908 verfügte die Jaluit-Gesellschaft über ein Stammkapital von 1,2 Mio. Mark. Im Aufsichtsrat saßen Cesar Godeffroy jr. (Erster Vorsitz), Otto Thiemer (Stellv. Vorsitz), Hamburg, Friedrich Bendixen, Geheimer Kommerzienrat R. Böker aus Remscheid-Vieringhausen und Konsul H. Meyer-Delius, Hamburg.
In den Jahren bis zur Besetzung Mikronesiens durch die Japaner 1914 war die Gesellschaft dann nur noch rein unternehmerisch tätig.

## Wirtschaft
Die Gesellschaft vereinbarte mit den Bewohnern den Anbau von Kokospalmen zur Produktion von Kopra und lieferte beispielsweise Geräte und Saatgut. Ebenfalls warb sie Arbeiter für die Plantagenarbeit an. Es wurde auch Land für Plantagen an Europäer verkauft.
Eine Schiffsverbindung bestand seit 1899 nach Sydney und Hongkong, die vom Deutschen Reich finanziell gefördert wurde.
Als auf Nauru erhebliche Mengen Guano gefunden wurden, stand die Gesellschaft vor der Herausforderung daraus Kapital zu schlagen. Nauru ist eine steil ins Meer abfallende Vulkaninsel ohne natürlichen Hafen. Ein industrieller Abbau von Guano benötigte deshalb hohe Anfangsinvestitionen, die das Kapital der Gesellschaft überstiegen. Auf dem etwa 300 km entfernten britischen Banaba stand die Pacific Islands Company Ltd vor vergleichbaren Herausforderungen. Beide Unternehmen gründeten 1901 die deutsch-englische Pacific Phosphate Company (PPC) mit Sitz in London und einem Kapital von 125.000 £ 7%iger kumulativer Vorzugsaktien und 125.000 £ Stammaktien. Beide Unternehmen übertrugen ihre jeweiligen Konzessionen zum Abbau von Guano auf Nauru respektive Banaba auf die PPC. Die Jaluit-Gesellschaft erhielt neben den 10 % seines Aktienkapitals als Gegenleistung für die Konzession eine laufende Förderabgabe von der PPC. Nach Kündigung des Vertrags zwischen deutschem Reich und der Gesellschaft behielt diese ihre Konzessionsrechte an Nauru bei gegen eine jährliche Zahlung von 25.000 Mark an die Schutzgebietsverwaltung für die ersten 50.000 verschifften Tonnen und für jede weitere Tonne weitere 50 Pfennig (sic!). Diese Förderabgaben lagen unter Marktniveau und galten als wirtschaftliche Kompensation für die mit dem Vertragsende verlorenen Rechte der Gesellschaft. Die Beteiligung an der PPC, mit ihren Dividenden in Höhe von 15 % bis zu 50 % zwischen 1903 und 1913, war eine wichtige Einnahmequelle der Gesellschaft.
Nach ersten Vorbereitungen 1906 erfolgte am 20. Juli 1909 der Börsengang an der Hamburger Börse. Die Gesellschaft erzielte 1900 einen Reingewinn von 151.955 Mark bei einem Grundkapital von 1.200.000 Mark. In den Jahren von 1900 bis 1913 zahlte sie an ihre Aktionäre jährliche Dividenden zwischen 10 % und 25 %.

Flaggen der Jaluit-Gesellschaft
1887
Ab 1888